# 少年達の病棟
『少年達の病棟』（しょうねんたちのびょうとう）は、Singing Canary発売の18禁アドベンチャーゲーム。イラストはさくらあしか。シナリオは幻想華美影。

## ストーリー
主人公は、事故に遭い一命は取り留めたものの、サッカー選手への道を絶たれてしまった。
無為に八杜総合病院で入院生活を過ごしていた彼のもとに、5人の少年が彼の目の前に現れた。

## 登場人物
声はフルボイスバージョンに出演した声優である。
綾瀬 麗司（アヤセ レイジ）
声 - 檜山修之
主人公。大学2生。交通事故に遭い、サッカー選手としての生命を絶たれてしまう。現在は八杜総合病院でリハビリ中。
矢橋 慎吾（ヤバシ シンゴ）
声 - 水城ありさ
アルバイトで家庭教師をしていた主人公の教え子である、金髪の少年。
裕福な家の出で、英才教育を受けていたため頭は良いが素直でなく、主人公のことを呼び捨てにし口論が絶えない。
粟津 晶（アワヅ アキラ）
声 - 児玉さとみ
眼鏡をかけた、真面目な少年。学校で文芸部副部長を務め文化祭に向けて演劇の台本を書いている一方で、入院している母を看病しに八杜総合病院を訪れている。
唐崎 啓介（カラサキ ケイスケ）
声 - 桜川美亜
小柄ながらも元気な少年。地元のサッカーチームでフォワードを務めているが、試合で脚を負傷したため八杜総合病院に通院している。
比良 遥（ヒラ ハルカ）
声 - 小倉結衣
病弱な少年で、現在八杜総合病院に入院しており、読書を好む。だが、その一方で外の世界に興味を示している。クマのぬいぐるみと一緒にいることが多い。
瀬田 薫（セタ カヲル）
声 - 波多野和俊
病院にいる謎の銀髪の少年。
三井 拓也（ミツイ タクヤ）
声 - 緑川光
医師。
堅田 秀三（カタダ シュウゾウ）
主人公の担当である医師。
石山 詠美（イシヤマ エイミ）
声 - 剛田
八杜総合病院に勤務する看護婦。

## 発売までの経緯
本作は突然の休催に見舞われたショタケットの代りとして有志によって2000年5月5日に開催されたショタジャンルオンリーの同人誌即売会、'00.5.5.少年系!!の中で、開発中であることが発表された。しかしいくつもの問題を抱えることとなり、完成には時間が掛かった。
シナリオを担当した幻想華美影は女流同人作家であるが、その作風は年端のいかない少年が陵辱されるというものが主流である。近年こそ、現実に起きる事件を鑑みて登場人物の年齢を設定することを避けているが、小中学生程度の少年が辱めを受け、多くの場合、ペニスリングや性器切断といった虐待的描写を盛り込むことで人気を博していた。「少年達の病棟」でも当初はそうしたベクトルを有するシナリオを執筆していたと思われ、実際、本作はグラフィックではなく文芸内容を以ってコンピュータソフトウェア倫理機構の通過が下りず、根本的に作り直すことを余儀なくされた。
加えて、開発中にSinging Canaryの代表取締役が会社資金を持ち出して失踪するという事件が発生し、内部的には事実上、一度は倒産するに到っている。残されたスタッフらが共同出資を行い、表向きには存続へと繋ぐことができたが、こうしたトラブルによってウェブサイトはドメイン名の保持を失い、閉鎖や事前予告無しの移転を繰り返すこととなった。
いつまで待っても発売する気配を見せず、その上、公式サイトが迷走する様は'00.5.5.少年系!!で沸き立ったショタファンらにも次第に本作に対する期待を衰退させるには十分な要因となった。また、かような事情を抱えたことから、Singing Canaryは'00.5.5.少年系!!のブース使用料を事実上不払いのまま現在に到っている。
発表から1年1ヶ月ほど経過した2001年6月15日、ようやく発売に扱ぎ付けたが、これに先んじること2000年8月10日にプラチナれーべるが「好きなものは好きだからしょうがない!!」シリーズの販売を開始し、「少年達の病棟」の直前である5月25日には2作目をリリースしており、この発売が遅れたことに加えてのブッキングは更なる追打ちとなった。結果、市販流通によるゲームソフトとしては初のショタゲーを詠った「少年達の病棟」でありながら、売上や知名度の面では「好きしょ!」に水をあけられることへと繋がった。